# انسلمو ۱۲۰۳۳
سیارک ۱۲۰۳۳ (به انگلیسی: 12033 Anselmo، نامگذاری:1997BD9) دوازده هزار و سی و سومین سیارک کشف شده‌است که در ۳۱ ژانویه ۱۹۹۷ کشف شد.
قدر مطلق سیارک برابر ۱۳٫۵۰ است.